# 努烏洛帕島
努烏洛帕島是南太平洋國家薩摩亞的島嶼，位於烏波盧島和薩瓦伊島之間的阿波利馬海峽，面積14.1平方公里，最高點海拔高度50米，島上無人居住。
13°50′33″S 172°07′45″W / 13.8424°S 172.1293°W